# ピーター・ライス
ピーター・ライス（Peter Rice、1935年6月16日 - 1992年10月25日）は、アイルランドの構造家・構造エンジニア。1988年からRIBAの名誉会員。1992年、RIBAゴールドメダル受賞。ダンドーク生まれ。
ベルファストクイーンズ大学で教育を受け、学位を取得。その後1年ロンドン・インペリアルカレッジで過ごす。もともと専攻は航空工学で、その後建設構造工学の方面に切り替えている。オヴ・アラップ・アンド・パートナーズに入社し、最初に担当したのが、シドニー・オペラハウスの屋根である。
1956年から1992年に死去するまで、オヴ・アラップ・アンド・パートナーズのディレクターを務める。レンゾ・ピアノと、1977年から1980年にかけては、ピアノ・アンド・ライス・アンド・アソシエイツを共同主宰。1978年からは、RFR（パリ）のパートナーにもなる。また、構造家フライ・オットー、建築家リチャード・ロジャースらとも協働した。
自伝に記した、建築家とエンジニアの違い「建築家は課題に対してクリエイティブに対応するが、エンジニアは本質的に革新性に満ちた方法をとる」は、つとに有名。
1991年に脳腫瘍と診断され、翌年57歳で死去した。ジョナサン・グランシーの弔辞によれば、「おそらくライスは、工学の構造界のジェイムズ・ジョイスである。彼の詩的な発明、彼の能力と頭に受け入れに向けるのアイデアを彼の厳密な数学的、哲学的論理が作りだす、私たちの時代後最も求められたエンジニアである」 

## 携わったプロジェクト

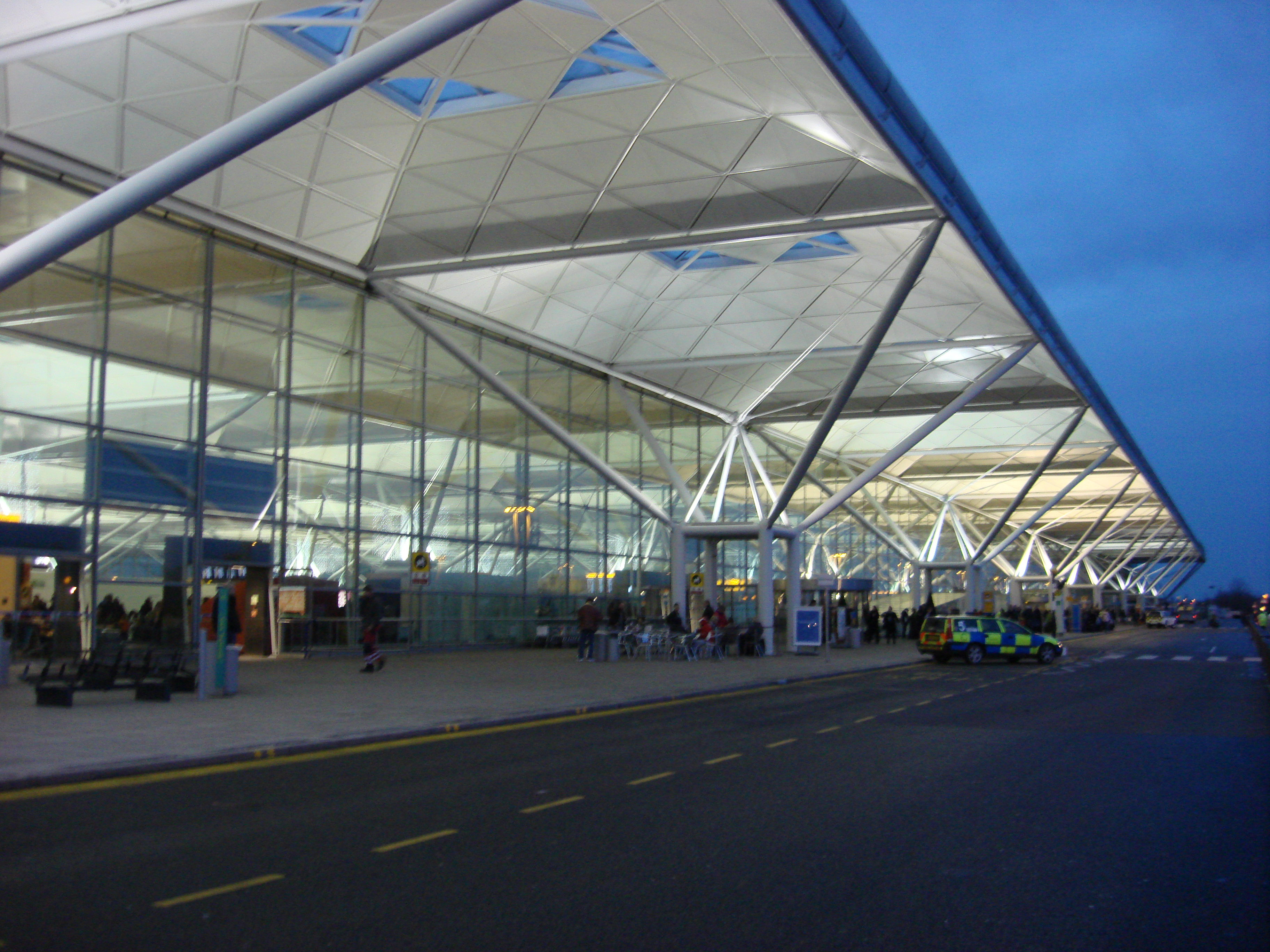
スタンステッド空港

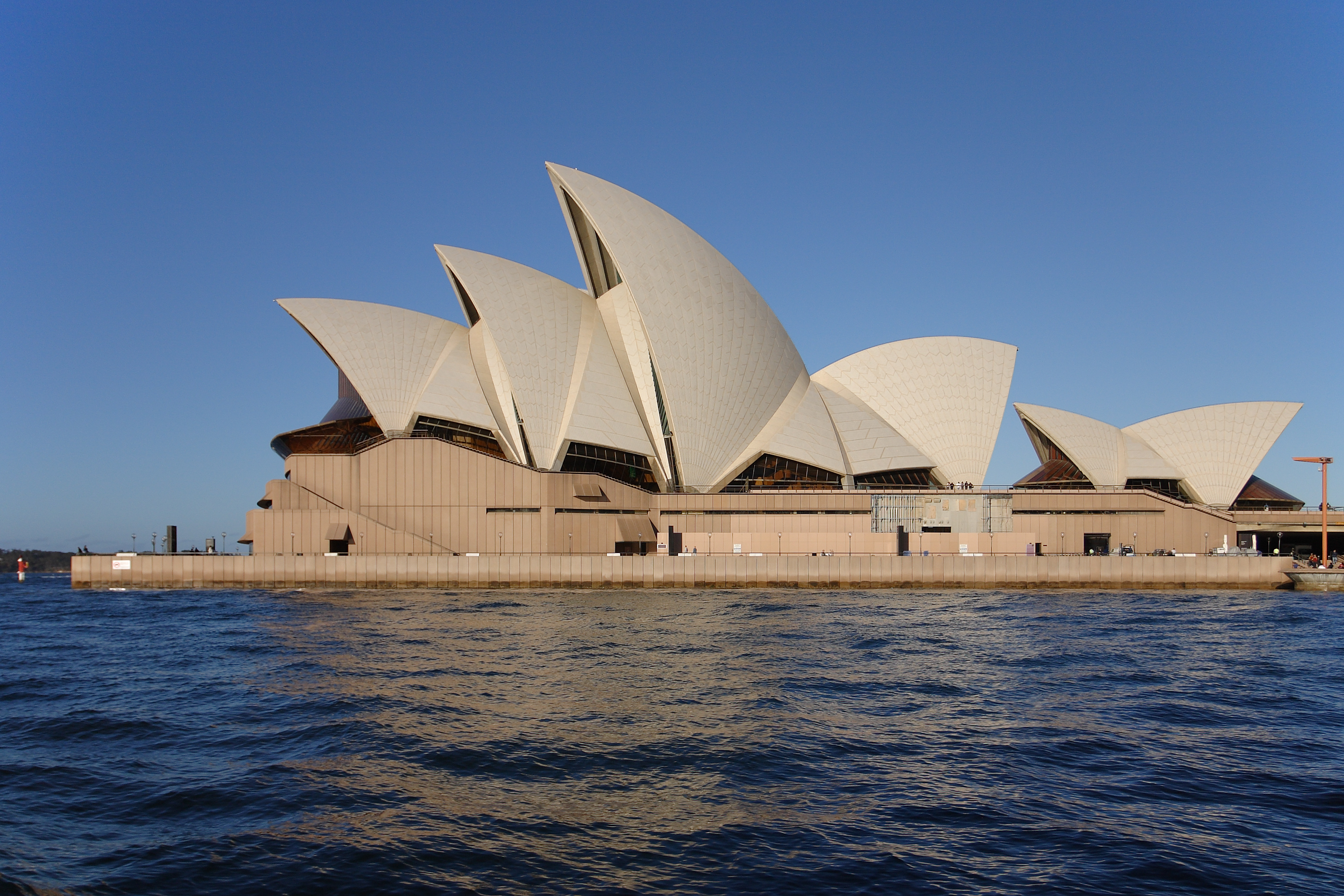
オペラハウス

- シドニー・オペラハウス 1957年から7年間
- クルーシブル劇場、シェフィールド、1967年
- アンバーリーロード子供のホーム、ロンドン、1969年
- ナショナルスポーツセンター・クリスタルパレス、ロンドン、1970年
- ウォーリック大学・アートセンター 、コヴェントリー、1970年
- ジャーミンストリート宝石商店・パースペクスの螺旋階段、ロンドン、1970年
- ロンドン・スタンステッド空港
- スーパーグリメンツスキー村、ヴァレー、スイス、1970年
- 会議センター、 メッカ 、サウジアラビア、1971年
- ポンピドゥー・センター - ジャンフランコ・フランキーニなども協力して設計された、パリ、フランス; 1971年
- ジャンボジェットの格納庫、ヨハネスブルグ、南アフリカ、1976年
- TGVリール駅、1994年
- TGVロワシー駅; 1991年から1994年
- Elektronikfabrik、トムソンサン=カンタン=アン=イヴリーヌ県、1990年
- ロイズ・本社ビル、ロンドン
- シテ科学産業博物館ガラスと鉄の構造物温室のガラスファサード　エトワール　パリ
- デメニルコレクション　ヒューストン; 1981年から1986年
- くまもとアートポリス・牛深ハイヤ大橋 レンゾ・ピアノ+ピーター・ライス+岡部憲明+マエダ
- IBMパビリオン　1980年から1984年
- コルチャーノ住宅団地; 1978年から1982年

## 参考
- 『ピーター・ライス自伝-あるエンジニアの夢みたこと』岡部憲明監訳　鹿島出版会　1997年
- 『Le Verre Structure l』ピーターライス他著、1990年
- 『構造家列伝　ピーター・ライス プロトタイプとヴァリエーション』「建築文化」1996.11月号　彰国社